# 代码世纪系列
代码世纪系列是史克威尔艾尼克斯制作并于2005年推出的跨媒体系列。系列由直良有祐主创，共有三款作品：漫画《代码世纪 档案》、手机角色扮演游戏《代码世纪 乱斗》、PlayStation 2动作角色扮演游戏《代码世纪 继承者们》。三部作品围绕着不同事件展开,但共用一个科幻背景世界观。
代码世纪系列是史克威尔艾尼克斯推行“多态内容”策略的产物，该策略通过将知名作品登上不同平台和面向各类受众，实现最大限度的推广。直良有祐从2002年提出“代码世纪”的概念，希望通过这个企划讲述多个故事。在与艾尼克斯合作后，漫画《档案》应运而生。
三部作品在日本发行后获得的评价普遍正面，但未能达到史克威尔艾尼克斯的期望。《指挥官们》的评价较高，但销量未如理想。评论者认为这可能与游戏的深度和跨媒体形式的复杂性有关。2007年，史克威尔艾尼克斯宣布不会为代码世纪系列推出海外版本。该系列在日本的影响力较小，但作为史克威尔艾尼克斯初创品牌的尝试，其意义不容小视。

## 作品
代码世纪是日本公司史克威尔艾尼克斯开发及发行的作品系列，由美术师直良有祐创作。系列共含三部作品：《代码世纪 档案》、《代码世纪 乱斗》和《代码世纪 指挥官们》。三作虽然类型和媒介各异，但共用一个科幻背景世界观。
- 《代码世纪 档案 ～最后落下来的少女～》是在史克威尔艾尼克斯漫画杂志《月刊少年Gangan》上连载漫画。故事主人公是高中同学塞恩和妮可，二人在方舟崩坏中幸存下来，踏上了拯救世界的旅途[1]。首话为彩色漫画，于2005年2月12日刊载[3]；最终话于2006年2月10日刊载[4]。《指挥官们》预购者可获得附赠的前传「第0话」漫画[5]。漫画单行本共三卷，分别由史克威尔艾尼克斯于2005年7月22日、10月12日和2006年3月22日发行[6]。
- 《代码世纪 乱斗 ～两个心跳～》是手机角色扮演游戏。游戏共分五章，于2005年12月15日至2006年7月3日间发行[7][8]。游戏主人公Lost L是变为人类和编码之间的Warhead，需要猎杀其他Warhead来求生[8][9]。游戏战斗为指令回合制，支持多人对战[10]。
- 《代码世纪 指挥官们 ～继承者 被继承者～》是PlayStation 2上的动作角色扮演游戏，于2005年10月13日发行[5]。玩家扮演数名轮回后的幸存者，以即时战斗的形式和敌人作战，完成任务并不断进化与定制角色[11][12]。

## 共通元素
系列舞台为戴森球式的「球内世界」，人类生活在球的内面。球中心的「核心代码」会每万年抹去文明，让世界再生。为躲避下一次的再生，人们在核心代码外围制造了「方舟」。然而「奥泰罗」击毁了方舟，将人类变成了无思维的编码。三部作品情节上有联系，但围绕着不同的事件展开。《指挥官们》主人公之一的「基因」在三部作品皆有登场；《档案》主要反派Lost R亦在《乱斗》中出现。

## 历史
2002年，史克威尔公司的直良有祐提出了“代码世纪”的概念；有别于所参与的最终幻想系列和沙加系列，他希望这一企划能承载多个故事。他在2003年公司尚未同艾尼克斯合并为史克威尔艾尼克斯前就创作了计划。公司合并后，代码世纪纳入了史克威尔艾尼克斯的「多态内容」，这一行销策略「让知名作品登上不同平台，尽可能面向各类受众」；「最终幻想VII补完计划」和「玛娜世界」亦是这一策略的产物。因史克威尔专注游戏产业，故直良的原计划中只有《乱斗》和《指挥官们》两款游戏游戏；在同有漫画业务艾尼克斯合并后，《档案》应运而生。直良不愿游戏被当成动画改编作品，故没有循例制作相关动画。直良称，虽然史克威尔艾尼克斯管理层对作品的期待给了他很大的压力，但更大的压力来自于为每部作品寻找合适的制作人员。
直良组建了管理团队「Warhead」来开发或监督代码世纪系列各作。该团队由美术师而非传统的游戏开发者领衔。直良担任制作人和监督，兼创作艺术概念图。《指挥官们》的开发团队和《最终幻想水晶编年史》团队有较大重叠。板鼻利幸为《指挥官们》和《乱斗》设计主角，并首次以游戏总监身份监督《指挥官们》。两部游戏的音乐由谷冈久美谱写。《档案》的作画者为当时的新画师Aya Kyu（后《女神異聞錄4 終極深夜鬥技場》改编漫画的作者）。
直良发现若不亲身经历车祸和自然灾害，人们的态度总是事不关己。他受这一观察启发，敲定了代码世纪系列的叙事主题——当可怕事件降临到自己身上时，人类会如何反应与表现。主角的设计从头发起步，服装设计则参考了当代参照。《指挥官们》的游戏机制主要针对西方玩家设计，游戏的自定义系统是为一例。开发团队还希望《乱斗》则继续发扬《危机之前 最终幻想VII》的多玩家互动系统。《档案》的角色由直良创作，他设计时利用了系列其他作品的CGI插图。漫画由电脑制作，先将角色的CGI插图转换为漫画图，再补充背景和气泡对话框。直良称，和许多由艺术家主导的系列一样，代码世纪相当重视美术层面。
“代码世纪”的商标注册于2004年3月。最先公开的系列作品是《指挥官们》和《档案》；《乱斗》则于史克威尔艾尼克斯2005年电子娱乐展（E3）展前宣传篇上亮相。直良团队表示，海外版《指挥官们》将和PlayStation 3发售窗口期冲突，因而前景令人担忧。他还称系列的未来取决于《指挥官们》和《乱斗》的公众反应。两款游戏原定2006年登陆北美市场，但最终搁浅。《乱斗》于2006年9月30日停止服务史克威尔艾尼克斯次年宣布代码世纪系列将不会推出海外版。本地化职员Christopher "Koji" Fox（后参与《最终幻想XIV》）称，在史克威尔艾尼克斯宣布取消本地化前，他已经将《指挥官们》翻译完毕。

## 评价
《代码世纪 乱斗》西方的演示版前瞻评测称赞游戏画面，一篇日本评论称赞战斗系统，但批评多人模式下服务器连接不稳定。
《代码世纪 指挥官们》所获评价总体正面。评论对游戏故事和艺术设计表示称赞，并认为游戏有趣但没有深度。该游戏在日本售出3.7万份，为当周销量榜单亚军。游戏2005年全年售出6.1万份。“RPGFan”称，游戏在日本既不叫好亦不叫座，引致本地化计划流产。
「硬核玩家」的Julian Aiden认为这是史克威尔艾尼克斯打造新品牌的尝试。《Play》的Nick DesBarres指出，「代码世纪」企划的本质和同时发布一口气三款作品的复杂性阻碍任何本地化的机会。“Siliconera”的Spencer Yip总体评价消极，称跨媒体模式难以展现故事背景，故引入《指挥官们》并不很有吸引力。